# Отвір у стіні
«Отвір у стіні» (англ. The Hole in the Wall) — втрачений чорно-білий фільм 1921 року кінокомпанії Metro Pictures, режисер і продюсер Максвелл Каргер. Фільм заснований на бродвейському спектаклі «Отвір в стіні» Фреда Джексона.

## У ролях
- Еліс Лейк — Джин Олівер
- Аллан Форрест — Гордон Грант
- Френк Браунлі — Лімпі Джим
- Чарльз Клері — Лис
- Вільям Де Волл — Дігон
- Кейт Лестер — місіс Ремсі
- Карл Жерар — Дональд Ремсі
- Джон Інс — інспектор поліції
- Клер Ду Брей — Кора Томпсон